# 15856 Yanokoji
15856 Yanokoji è un asteroide della fascia principale. Scoperto nel 1996, presenta un'orbita caratterizzata da un semiasse maggiore pari a 2,3706850 UA e da un'eccentricità di 0,2056858, inclinata di 7,86646° rispetto all'eclittica.